# Al Khoms
Al Khoms, también transcrito como Al Khums, Khoms o Homs (en árabe: الخمس), es una ciudad portuaria situada en la costa mediterránea de Libia. Se encuentra en el litoral de Tripolitania, a una distancia de aproximadamente 100 kilómetros al este de la capital Trípoli. Según datos del año 2004 tiene una población de 202,000 habitantes. Es la quinta o sexta ciudad más poblada de Libia, en paridad con Zauiya.
En la historia de la Libia independiente, Al Khoms ha estado generalmente integrada en un distrito amplio del que era la capital: primero, el distrito de Al Khoms (Al Khums) y posteriormente, a partir de 2006 el Distrito de Al Murgub. En la configuración administrativa de 2013, la más reciente y vigente en la actualidad, el Distrito de Al Murgub dejó de existir y dentro del nuevo sistema Al Khoms se convirtió en un departamento o municipio (en árabe: baladiyah) separado, que además del centro urbano de Al Khoms incluye algunas localidades vecinas menores como Lebda, Seleen, El-Sahel y Suk El-Khamis.

## Historia
La zona en la que se encuentra Al Khoms ha estado habitada desde la antigüedad.
En las proximidades de Al Khoms se encuentran las ruinas de la antigua ciudad romana de Leptis Magna, con un buen nivel de conservación. Primero fue un asentamiento de los fenicios y de su colonia de Cartago, llamado Libdah; los romanos, que ocuparon la región, lo llamaron Leptis. En la época del Imperio romano, Leptis Magna fue una ciudad próspera y de gran importancia. El emperador Septimio Severo (146-211), fundador de la dinastía Severa, nació allí y contribuyó al engrandecimiento de la ciudad (que entonces recibió el calificativo de Leptis Magna).
Tras la invasión de África del Norte por los vándalos, Leptis entró en una etapa de decadencia. Aunque el Imperio bizantino recuperó la región y constituyó en ella el Exarcado de África, en el que Leptis quedó integrada, la situación de declive económico y social se mantuvo. 
En torno al año 644, tras las campañas de los generales árabes Amr ibn al-As y Uqba ibn Nafi, se implantó el dominio árabe sobre la región de Oea (la Trípoli actual) y Leptis Magna. A partir de ese momento, se abandonó Leptis Magna y los nuevos pobladores fundaron diversos asentamientos en su entorno.
Cuando el Imperio otomano ocupó la región a mediados del siglo XVI, la nueva administración otomana estableció el Eyalato o provincia de Trípoli (Trablus-ı Garb; Trablusgarp). En ese periodo se configuró la ciudad de Al Khoms, que pasó a ser la capital de uno de los cinco sanjacados (en turco, sançak) que se crearon en el Eyalato de Trípoli.
Khoms adquirió mayor importancia en el siglo XIX, gracias especialmente a la exportación de esparto a través de su puerto. Su desarrollo continuó durante el periodo de la ocupación italiana de Libia (1911-1943).

## Actualidad. Economía y clima
Desde entonces Al Khoms ha mantenido su importancia, gracias en especial a la actividad de su puerto. En la actualidad sus principales activos económicos son la pesca del atún y las exportaciones (dátiles y aceite de oliva). En la industria destacan sus fábricas de jabón.
La temperatura de la región de Al Khoms es relativamente moderada, con un verano caluroso. En invierno tiene una media diaria de 14 Cº, con una temperatura mínima media de 9,4 Cº (en enero y febrero), y en verano una media diaria de 27 Cº, con una máxima media de 32 Cº (en julio y agosto).